# Новокачалинское сельское поселение
Новокача́линское се́льское поселе́ние — упразднённое в 2020 году сельское поселение в Ханкайском районе Приморского края.
Административный центр — село Новокачалинск.

## География
Расположено в северной части Ханкайского района. Граничит:
- Граница поселения на севере идет по Государственной границе с Китайской Народной Республикой.
- Граничит с Ильинским сельским поселением на юге
- Граничит с Первомайским сельским поселением на западе
- C восточной стороны граница поселения проходит по озеру Ханка.

## История
Статус и границы сельского поселения установлены Законом Приморского края от 6 декабря 2004 года № 186-КЗ «О Ханкайском муниципальном районе».
Законом Приморского края от 27 апреля 2015 года № 595-КЗ, Первомайское и Новокачалинское сельское поселение преобразованы, путём объединения, в Новокачалинское сельское поселение с административным центром в селе Новокачалинск.

## Население
| 2010  | 2011  | 2012  | 2013  | 2014  | 2015  | 2016  |
| ----- | ----- | ----- | ----- | ----- | ----- | ----- |
| 1753  | ↘1747 | ↘1701 | ↘1670 | ↘1592 | ↘1538 | ↗2185 |
| 2017  | 2018  | 2019  | 2020  |       |       |       |
| ↘2158 | ↘2136 | ↘2038 | ↘1983 |       |       |       |

## Состав сельского поселения
После 2015 года
| № | Населённый пункт        | Тип населённого пункта       | Население |
| - | ----------------------- | ---------------------------- | --------- |
| 1 | Кировка                 | село                         | ↘123      |
| 2 | Новокачалинск           | село, административный центр | ↘1012     |
| 3 | Первомайское            | село                         | ↘596      |
| 4 | Платоно-Александровское | село                         | ↘269      |
| 5 | Рассказово              | село                         | ↘109      |
| 6 | Турий Рог               | село                         | ↘472      |